# (22857) Hyde
Pour les articles homonymes, voir Hyde.
(22857) Hyde est un astéroïde de la ceinture principale d'astéroïdes.

## Description
(22857) Hyde est un astéroïde de la ceinture principale d'astéroïdes. Il fut découvert le 9 septembre 1999 à Socorro (Nouveau-Mexique) par le projet LINEAR. Il présente une orbite caractérisée par un demi-grand axe de 2,25 UA, une excentricité de 0,12 et une inclinaison de 6,1° par rapport à l'écliptique.

## Compléments